# Neufertssägmühle
Die Neufertssägmühle ist eine abgegangene Sägemühle auf der Rienharzer Teilgemarkung der Gemeinde Alfdorf im baden-württembergischen Rems-Murr-Kreis.

## Lage
Die Mühle befand sich etwa 200 Meter westlich des Tannhofs an den Ufern der Lein, am Ende eines etwa 200 Meter langen Mühlkanals.

## Geschichte
Erstmals erwähnt wurde die Neufferts-Sägmühle 1564, als sie sich in Besitz des Laux Meyer, des Jakob Waal, des Zeyr von Tierbad und des Bauern Leukert von Welzheim befand. Im 19. Jahrhundert war die Mühle im Besitz einer Eigentümergemeinschaft. Sie hatte ein oberschlächtiges Wasserrad und ein Wohnhaus für den Sägmüller und seine Familie. 1899 brannte das Anwesen ab und wurde aufgegeben. Der Mühlkanal ist erhalten.

### Einwohnerentwicklung
- 1845: 42 Einwohner (zusammen mit Tierbad)[1]